# Wereldkampioenschappen baanwielrennen 1949
De wereldkampioenschappen baanwielrennen 1949 werden van 22 tot en met 28 augustus 1949 gehouden in het Deense Kopenhagen. Er stonden vijf onderdelen op het programma, drie voor beroepsrenners en twee voor amateurs.

## Uitslagen

### Beroepsrenners
| Onderdeel     | Goud            | Goud                | Zilver        | Zilver    | Brons          | Brons     |
| ------------- | --------------- | ------------------- | ------------- | --------- | -------------- | --------- |
| Sprint        | Reginald Harris | Verenigd Koninkrijk | Jan Derksen   | Nederland | Arie van Vliet | Nederland |
| Achtervolging | Fausto Coppi    | Italië              | Lucien Gillen | Luxemburg | Wim van Est    | Nederland |
| Stayeren      | Elia Frosio     | Italië              | Jan Pronk     | Nederland | Raoul Lesueur  | Frankrijk |

### Amateurs
| Onderdeel     | Goud             | Goud       | Zilver            | Zilver              | Brons        | Brons            |
| ------------- | ---------------- | ---------- | ----------------- | ------------------- | ------------ | ---------------- |
| Sprint        | Sydney Patterson | Australië  | Jacques Bellenger | Frankrijk           | John Held    | Verenigde Staten |
| Achtervolging | Knud Andersen    | Denemarken | Cyril Cartwright  | Verenigd Koninkrijk | Aldo Gandini | Italië           |

### Medaillespiegel
| Plaats | Land                | Goud | Zilver | Brons | Totaal |
| 1      | Italië              | 2    | 0      | 1     | 3      |
| 2      | Verenigd Koninkrijk | 1    | 1      | 0     | 2      |
| 3      | Australië           | 1    | 0      | 0     | 1      |
| 3      | Denemarken          | 1    | 0      | 0     | 1      |
| 5      | Nederland           | 0    | 2      | 2     | 4      |
| 6      | Frankrijk           | 0    | 1      | 1     | 2      |
| 7      | Luxemburg           | 0    | 1      | 0     | 1      |
| 8      | Verenigde Staten    | 0    | 0      | 1     | 1      |
| Totaal | Totaal              | 5    | 5      | 5     | 15     |